# Козенц, Ричард
Ричард Козенц (англ. Richard Cosenz; 29 мая 1674, Саутгемптон — 11 декабря 1735, Архангельск) — потомственный английский кораблестроитель — его отец и дед всю жизнь строили корабли для Королевского Британского флота.

## Биография
Родился Ричард Козенц 29 мая 1674 года в портовом городе на берегу Ла-Манша Саутгемптоне, одном из центров национальной кораблестроительной промышленности Англии. После окончания высшей школы корабельной архитектуры молодой корабельный инженер поступил на Королевскую верфь в Денфорде. Там вскоре заметили его одаренность и назначили строителем линейных кораблей. Скромный, очень общительный и весьма доброжелательный человек, Ричард Козенц очень понравился Петру. Русский царь был доволен, получив от него обещание приехать через два года в Россию.
До переезда в Россию был знаком с Джоном Деном и Осипом Наем. От них он получал восторженные письма, в которых те описывали большой размах и перспективы развития там кораблестроения, а также хорошие условия, созданные Петром для иностранных специалистов. Все это подействовало на молодого, не связанного семьёй Козенца, и он в 1700 году также подписал контракт с русским агентом в Лондоне и вскоре, полный сил и желания работать, прибыл в Воронеж, где стал работать в качестве корабельного мастера (1700 год).
С 1700 по 1709 года Козенц работал на Воронежской верфи. В Воронеже Козенц по заданию Петра заложил сразу по приезде два 70-пушечных корабля «Старый дуб» и «Спящий лев», затем построил в Таврове и Осереде ещё шесть 80-, 48- и 24-пушечных кораблей по собственным проектам. Учитывая местные условия, Козенц уменьшил их осадку, но при этом сумел сохранить огневую мощь.
На выучку к Козенцу назначили несколько учеников, в числе которых в 1705 году, направили Алексея Сурмина, только что окончившего курс математической школы в Москве. Впоследствии Сурмин стал искусным строителем речных судов и возглавлял руководство постройкой и стандартизацией всех речных «партикулярных» судов.
Расцвет творческой деятельности этого одаренного кораблестроителя — англичанина начался с переводом его на постройку кораблей в Санкт-Петербургское Адмиралтейство. Здесь он в 1712 году заложил и в 1715 году спустил на воду 64-пушечный корабль «Ингерманланд», построенный по проекту, разработанному самим Петром, который считал его «наипаче удачным». Ричард Козенц внес много новшеств в технологию постройки этого корабля, в частности, шпации от киля до футоксов «забирались штуками дерева», что значительно увеличивало прочность его корпуса. Он же впервые в отечественной практике усовершенствовал систему парусности «Ингерманланда», добавив к его парусному вооружению фор- и грот-брамсели. Когда «Ингерманланд» вошёл в строй Балтийского флота, Петр стал держать на нём свой царский штандарт. После одного из первых походов Петр был так восхищен его отличными мореходными качествами, что публично объявил Козенцу о том, что под парусами «Ингерманланд» обгоняет все остальные корабли. Корабль оказался настолько удачным, что по тому же проекту Козенц вскоре построил второй однотипный 64-пушечный корабль «Москва». На «Ингерманланде» Петр, как на лучшем корабле, продолжал постоянно держать свой флаг, даже и тогда, когда он командовал соединенными союзническими флотами.
Ричард Козенц проработал в Санкт-Петербургском Адмиралтействе более двадцати лет, построив 17 кораблей, фрегатов и других судов.
Помимо постройки кораблей в Санкт-Петербурге на Козенца возлагались обязанности по руководству ремонтом кораблей Балтийского флота и по осмотру тех из них, что прибывали из Архангельска. Чтобы сократить потери времени на разъезды между Санкт-Петербургом и Кронштадтом, Петр приказал Козенцу построить для себя быстроходную разъездную яхту. В последний период пребывания в Санкт-Петербурге Козенц разработал проект нового 66-пушечного корабля «Кремль», однако строить его довелось уже другому английскому корабельному мастеру Роберту Девенпорту (р.1671—ум.1735). Корабли, построенные Ричардом Козенцем, значительно усилили мощь Балтийского флота и способствовали победоносному окончанию Северной войны со Швецией, завершившейся подписанием в 1721 году Ништадтского мирного договора. 10 июля 1723 года произведен в чин капитан-командора.
В 1730 году Ричард Козенц по своему проекту изготовил модель эллинга для Санкт-Петербургского Адмиралтейства, по которой он и был построен под непосредственным наблюдением его автора.
Уже после смерти Петра, в 1733 году в связи с решением правительства возродить кораблестроение в Соломбальском адмиралтействе туда направили в качестве главного кораблестроителя Ричарда Козенца, имевшего с 1723 года чин капитан-командора и получавшего наивысший денежный оклад 1840 рублей в год. В Архангельск Козенц прибыл со своей рабочей командой из 150 опытных плотников, конопатчиков и других мастеровых. Его помощниками были корабельный подмастерье Василий Батаков и корабельный ученик 1 класса Потап Качалов, которых он сам выучил. Кроме них, в команду Козенца входили ещё три ученика и два корабельных комендора.
Ознакомившись в Архангельске с планом создания там на Быку нового адмиралтейства, Козенц забраковал его из-за ограниченности площади и неудовлетворительного расположения объектов. Он составил новый проект создания адмиралтейства на Соломбале, который и утвердила Адмиралтейств-коллегия. Козенц руководил осуществлением своего проекта и уже в 1734 году смог заложить в новом адмиралтействе по своим проектам два 54-пушечных корабля — «Город Архангельск» и «Северная звезда». В сентябре следующего 1735 года Козенц заложил свой третий в Архангельске 54-пушечный корабль «Св. Андрей», однако достраивать его довелось уже помощнику и преемнику маститого кораблестроителя Василию Батакову.
За трехлетнее пребывание в архангельском порту Ричард Козенц фактически заново воссоздал все Соломбальское адмиралтейство. Под его руководством там были построены три казармы для морских служителей, два административных здания, кузница, восемь зданий адмиралтейских мастерских, в том числе чертежная, фонарная и другие. Вокруг адмиралтейства, как со стороны суши, так и реки, было оборудовано надежное ограждение. Кроме того, Козенц спроектировал и построил большой корабельный кран и подготовил проект адмиралтейского канатного завода. При нём на Соломбале начали строить и сухой док.
Ричард Козенц считал архангельские сосновые леса хорошим материалом для кораблестроения и сам начал строить из сосны 32-пушечный фрегат «Гектор». Учитывая отсутствие в районе Архангельска высокоствольных сосен, пригодных для мачт, Козенц разработал технологию изготовления мачт, составленных из нескольких частей.
11 декабря 1735 года на 63-м году жизни Ричард Козенц внезапно скончался и был похоронен на Соломбальском кладбище, где на его могиле и по сей день сохранилось надгробие.
Один из преданных и любимых советников Петра I по вопросам теории и практики кораблестроения, этот инициативный кораблестроитель сумел внушить русскому царю мысль о необходимости введения начал стандартизации в строительство судов. Козенц совместно с другими мастерами разработал систему унификации «членов» судового набора для однотипных судов и создал методику стандартизации мачтового производства.
Одаренный кораблестроитель, обладавший хорошей теоретической подготовкой, Ричард Козенц вошёл в историю отечественного кораблестроения как создатель кораблей с относительно мощным артиллерийским вооружением при тех же основных размерениях судна.
Заслуга Ричарда Козенца также в том, что он из своих учеников подготовил первых отечественных кораблестроителей, в том числе таких известных, как Василий Иванович Батаков, Алексей Сурмин и Потап Гаврилович Качалов.

## Корабли, построенные Ричардом Козенцем
- Старый дуб (1705)
- Спящий лев (1709)
- Ингерманланд(1715),
- Москва (1715)
- Нептунус (1718)
- Гангут (1719),
- Святой Пётр (1720),
- Дербент (1724),
- Святая Наталья (1727)

и др.